# Hastings (Engeland)
Hastings is een district, badplaats en haven in het shire-graafschap (non-metropolitan county OF county) East Sussex in het zuidoosten van Engeland met ongeveer 93.000 inwoners (2018). De plaats ligt vlak bij de plek waar Willem de Veroveraar, tijdens de Slag bij Hastings, in 1066 met 7000 man voet aan wal zette en de laatste Saksische koning Harold II op de heuvel Senlac versloeg, waardoor het land voor de indringers open lag. Tegenwoordig staat op die plek de nederzetting Battle.

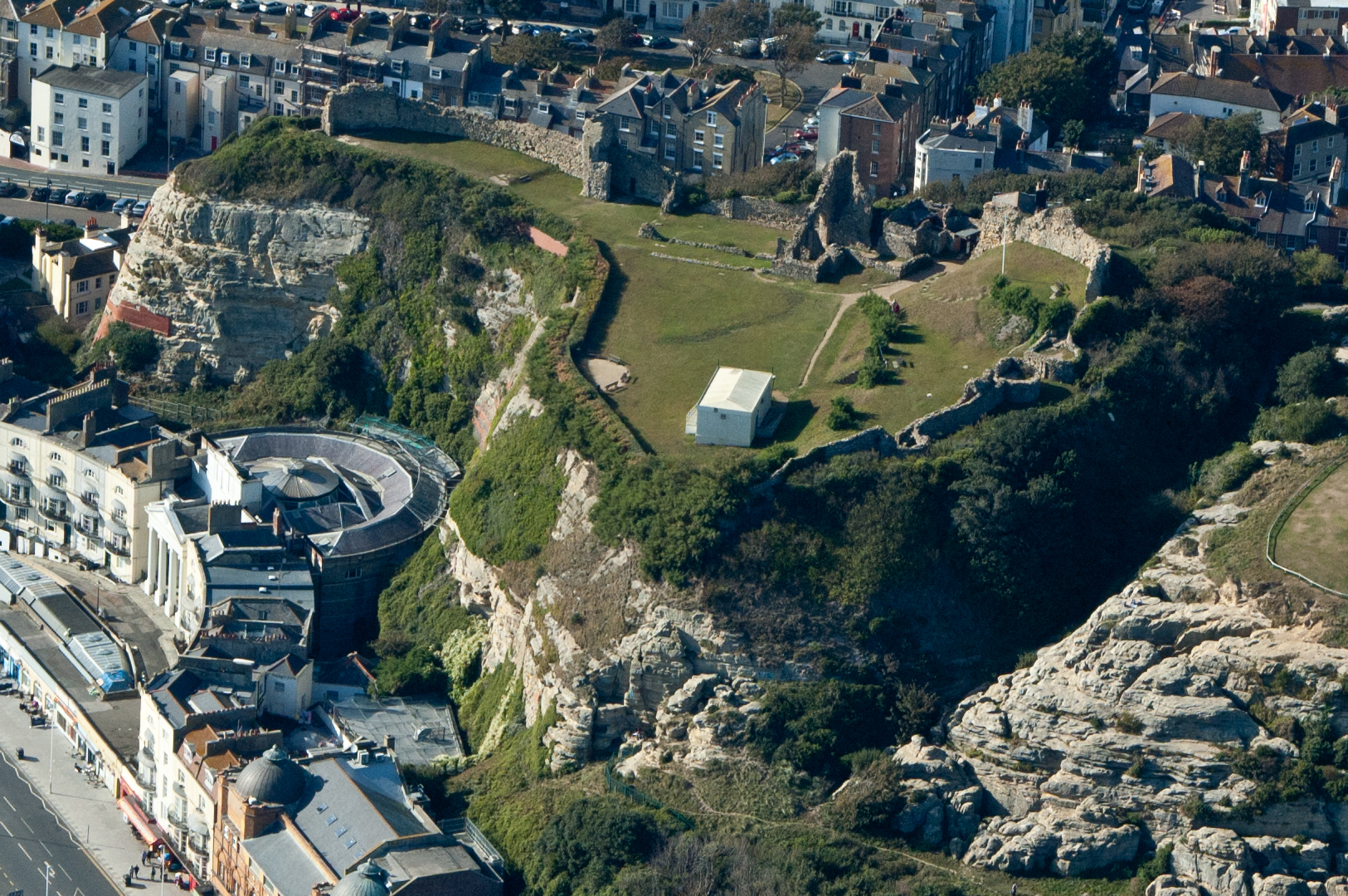
Kasteelruïne

De kasteelruïne van Hastings dateert uit 1070, ter vervanging van een houten bolwerk dat Willem onmiddellijk na de invasie van 1066 liet optrekken.
In 1749 ging bij Hastings het VOC-schip Amsterdam verloren.
Hastings is ook bekend van het schaakevenement Hastings International Chess Congress, ook simpelweg bekend als Hastings.
Die Pier van Hastings is een houten pier uit 1872. Deze werd in de vroege ochtend van 5 oktober 2010 zwaar beschadigd door brand. Een nieuwe pier werd vervolgens gebouwd en in 2016 in gebruik genomen.
Tussen 1928 en 1959 reden in de stad trolleybussen.

## Sport
Jaarlijks wordt sinds 1985 de halve marathon van Hastings gehouden, een hardloopwedstrijd over 21,1 km.

## Partnersteden
- Dordrecht (Nederland)
- Schwerte (Duitsland)
- Oudenaarde (België)
- Béthune (Frankrijk)

## Geboren in Hastings
- Winifred Wagner (1897-1980), schoondochter van Richard Wagner en directrice van de Bayreuther Festspiele
- Harold Bennett (1898-1981), acteur
- Jo Brand (1957), onderscheiden comédienne
- Simon Fuller (1960), voormalig manager van de Spice Girls en bedenker van Pop Idol
- Pieter van Andel (1969), Nederlands roeier
- Graham McPherson (1961), zanger van de band Madness
- Tom Chaplin (1979), zanger van de band Keane

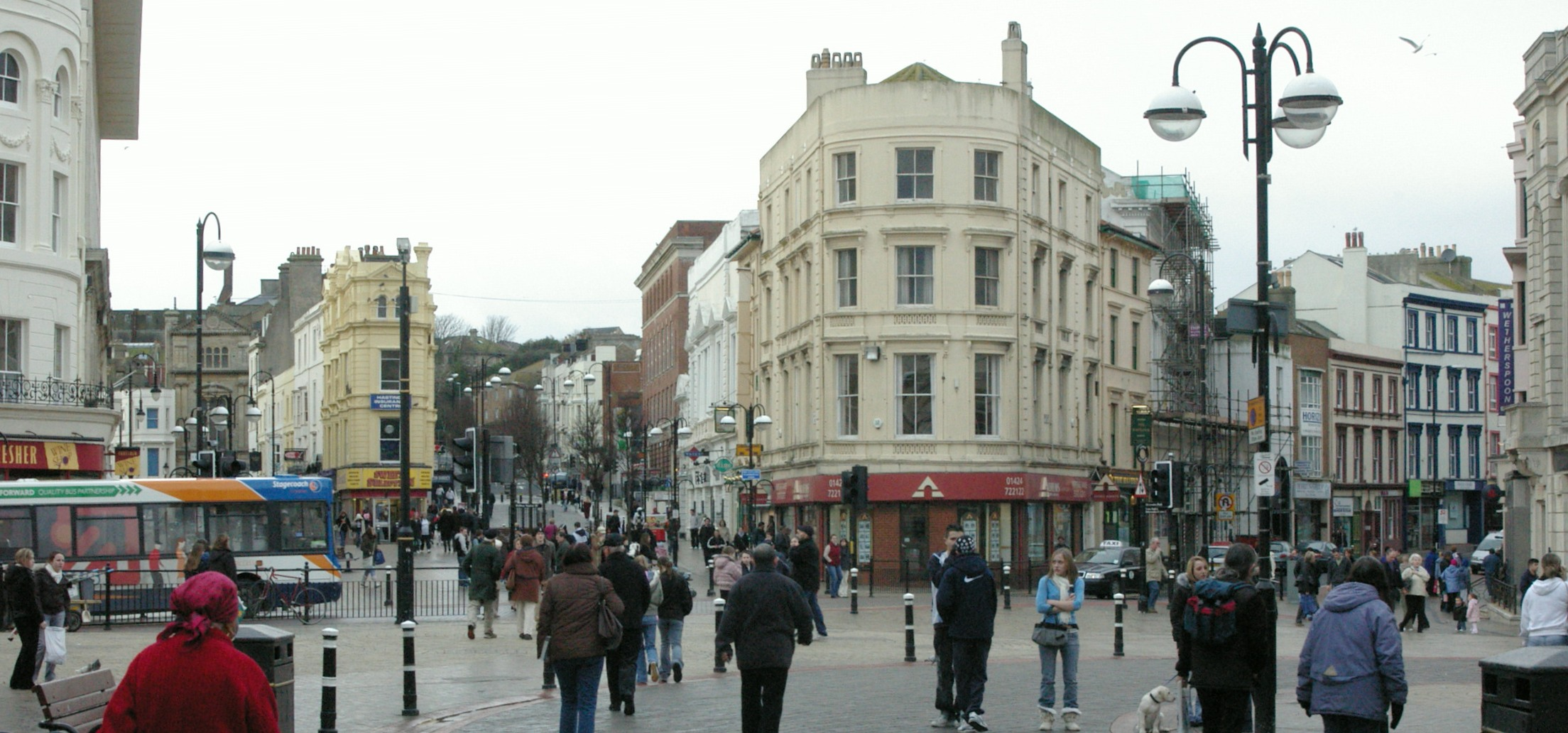
Centrum van Hastings (2005)

- Gareth Barry (1981), voetballer
- Dean Hammond (1983), voetballer
- Steve Cook (1991), voetballer
- Bradley Barry (1995), voetballer